# فايت سونغ
فايت سونغ (بالإنجليزية: Fight Song)‏ هي أغنية تم تسجيلها بواسطة المغنية الأمريكية ومؤلفة الأغاني ريتشل بلاتن، والتي تم إصدارها من قبل كولومبيا للتسجيلات في 19 فبراير 2015.

## وصلات خارجية
- "فايت سونغ" على يوتيوب